# Bouge
Bouge is een deelgemeente van de Waalse hoofdstad Namen in België. Bouge ligt drie kilometer ten noorden van de stadskern van Namen, grenst ten westen aan Vedrin, ten noorden aan Champion en ten oosten aan Beez. De plaats, die doorsneden wordt door de E411, was tot de gemeentelijke herindeling van 1977 een zelfstandige gemeente.

## Geschiedenis
Bouge staat bekend als de overlijdensplaats van de landvoogd Don Juan van Oostenrijk. Hij overleed er in 1578 nadat hij tijdens een veldtocht getroffen werd door 'kampkoorts', oftewel vlektyfus.
Bouge kende tot 1940 voornamelijk agrarische activiteit; een aantal boerderijen herinnert daar op heden nog aan. Er waren weliswaar ook verschillende steenbakkerijen en zandafgravingen. Van de voormalige tien vijvers die daaruit voortkwamen blijft nu enkel nog La Poteresse over. Na de Tweede Wereldoorlog werd Bouge een van de randgemeenten waar veel van de inwoners van het geleidelijk aan uitdijende Namen zich vestigden. Aan de centrale doorgaande weg naar Leuven, de Chaussée de Louvain, concentreerden zich tal van winkels. In Bouge bevindt zich voorts een groot ziekenhuis, de kliniek Saint-Luc.

## Demografische ontwikkeling
- Bronnen:NIS, Opm:1831 tot en met 1970=volkstellingen, 1976= inwoneraantal op 31 december

## Augustijnen
In Bouge staat een bedevaartskerk voor de heilige Rita (Sainte-Marguerite) aan de Rue du Grand Feu 37. In het Couvent Nicolas de Tolentin hebben de Augustijnen een klooster voor categorale zielzorg.
In 1933 begonnen zij onderhandelingen met bisschop Heylen om een nieuw klooster te kunnen stichten in het Bisdom Namen. Het klooster van La Praille nabij Tamines zou immers worden opgeheven. De Augustijnen kochten het buitengoed van graaf R. de Meeus, bekend onder de naam van het Château Rouge, aan in 1934. Op 6 februari 1935 volgde de toestemming van de Congregatie voor de Religieuzen en een dag later die van de Generale Curie. Met de nodige aanpassingen werd het filosoficum er ondergebracht. Dit zou er blijven tot in 1946.
In de maand november 1935 werd de nieuw gebouwde kapel ingezegend. Vanaf 1938 tot aan de vlucht van de Augustijnen voor het oorlogsgeweld in 1940 was ook het noviciaat er gevestigd. Vanaf 1940 zou dit naar Gent verhuizen om van 1949 tot begin jaren zestig weer naar Bouge terug te keren. Van 1974 tot 1978 was Bouge het convent waaronder ook de residenties van Sint-Truiden en Marchienne-au-Pont ressorteerden. Momenteel is het vooral bekend als bedevaartsoord van de heilige Rita.